# Gianluigi Buffon
Gianluigi Buffon (* 28. ledna 1978 Carrara, Itálie) je bývalý italský fotbalový brankář a reprezentant, naposledy působil v mateřském italském klubu Parma. Na profesionální úrovni odchytal přes 1100 zápasů.
Profesionálem se stal v 17 letech ve dresu Parmy, kde působil mezi roky 1995 až 2001. Právě v roce 2001 přestoupil do předního italského klubu Juventusu Turín za 53 milionů eur, čímž se stal nejdražším fotbalovým brankářem tehdejší doby na světě. Klub neopustil ani po korupční aféře v roce 2006, kvůli které Juventus sestoupil do druhé ligy. Juventus se později vrátil na vrchol a v sezóně 2011/12 vybojoval mistrovský titul zvaný Scudetto. V následujících šesti sezónách se stal šestkrát mistrem Itálie. V sezóně 2018/19 hájil barvy francouzského klubu Paris Saint-Germain, po ní znovu podepsal smlouvu Juventusem.
V dresu italského národního týmu odehrál nejvíce utkání ze všech fotbalistů, a to 176. Pětkrát se zúčastnil Mistrovství světa – 1998 ve Francii, 2002 v Japonsku a Jižní Koreji, 2006 v Německu, 2010 v Jihoafrické republice a 2014 v Brazílii. Zúčastnil se též evropských turnajů EURO 2004 v Portugalsku, EURO 2008 v Rakousku a Švýcarsku, EURO 2012 v Polsku a na Ukrajině a EURO 2016 ve Francii. V roce 2006 se stal mistrem světa, v roce 2012 získal na evropském mistrovství stříbrnou medaili.
Buffon je desetinásobným italským mistrem (s Juventusem), což je historický rekord v Serii A. Jednou získal francouzský mistrovský titul (s PSG). Třikrát nastoupil ve finále Ligy mistrů UEFA, vždy však odešel jako poražený.
Pelé jej roku 2004 zařadil mezi 125 nejlepších žijících fotbalistů. Na začátku roku 2010 jej IFFHS zvolila nejlepším brankářem v období let 1997 až 2009. Stejná organizace Buffona pětkrát zvolila nejlepším brankářem roku, což je dělený rekord s dalšími dvěma brankáři.
Dne 2. srpna 2023 Buffon oznámil konec fotbalové kariéry.
V srpnu 2023 byl jmenován FIGC vedoucím delegace italského národního týmu.

## Klubová kariéra
Fotbalové začátky strávil Buffon jako středopolař, ovšem Itálií pořádané Mistrovství světa jej nasměrovalo k postu brankáře poté, co jej ovlivnily výkony kamerunského brankáře Thomase N'Kona.
V roce 1991 se Buffon ve 13 letech už jako brankář připojil ke klubu Parmy, když odmítl AC Milán a Bolognu FC. Podporován trenérem brankářů v akademii Ermesem Fulgonim, obdržel Buffon v létě 1994 pozvánku do prvního mužstva, neboť brankář Luca Bucci byl po Mistrovství světa na dovolené. Buffon se zúčastnil předsezónního turné v USA a Kanadě. Trenér Nevio Scala se musel potýkat s Buffonovou mladickou nedisciplinovaností.
Zranění Bucciho v utkání Poháru UEFA, odchod brankářské dvojky Giovanniho Galliho a dlouhodobé zranění Galliho náhrady Alessandra Nisty vedlo v sezóně 1995/96 k tomu, že se Buffon postavil dne 19. listopadu 1995 do brankoviště v utkání proti AC Milán. Ve věku 17 let předvedl ukázkový debut, při kterém udržel čisté konto proti hvězdám jako byli Roberto Baggio a George Weah, jenž střelami prověřili jeho schopnosti. Parma hrála s AC Milán nerozhodně 0:0. Legendární italský brankář Dino Zoff později prozradil: „Nikdy jsem neviděl žádného debutanta vyzařovat s takovou osobitostí a kvalitou.“

### Sezóna 2001/02
Přestup z Parmy do Juventusu se uskutečnil 3. července 2001. Turínský klub z něj učinil nejdražšího brankáře světa, za jeho služby zaplatil částku 52 milionů eur. Do kádru trenéra Marcella Lippiho dorazil společně s ex-parmským obráncem Lilianem Thuramem, v brance nahradil Edwina van der Sara, který odešel do Fulhamu. Buffon později prozradil zvažování přestupu do AS Řím, které namísto něho angažovalo Ivana Pelizzoliho. Jednání probíhala také s Barcelonou, vybral si však Juventus, jeho otec jej totiž přesvědčil, že by právě tam mohl vybojovat Scudetto.
Ve svém prvním soutěžním zápase proti Venezii (Benátkám) 26. srpna 2001 na stadionu delle Alpi neinkasoval a v úvodním ligovém kole nové sezóny pomohl vyhrát 4:0. Kapituloval až 15. září ve třetím ligovém zápase proti Chievu, který přinesl výhru 3:2. O tři dny později odchytal domácí duel Ligy mistrů proti Celtiku, ve kterém Juventus rovněž vyhrál 3:2. V odvetném duelu skupiny na skotské půdě byl na lavičce, navzdory prohře však Juventus postoupil do druhé skupinové fáze. Z ní se již do čtvrtfinále nekvalifikoval. Rovněž finále italského poháru pozoroval z lavičky. Ve finále hraném na dva zápasy podlehl Juventus jeho předchozímu zaměstnavateli, Parmě. V lize Buffon obdržel 23 gólů ve 34 zápasech (nejlepší ligová obrana) a v posledním kole proti Udine pomohl vyhrát 2:0, díky čemuž Juventus v dramatickém závěru předehnal jak AS Řím, tak Inter Milán. Potřetí se dočkal ceny pro nejlepšího brankáře Serie A.

### Sezóna 2002/03
První získanou trofejí se stal domácí superpohár, který Juventus vybojoval 25. srpna 2002 v Tripolisu na úkor Parmy. Opětovně se stal nejlepším brankářem v italské lize, počtvrté, pomohl totiž obhájit Scudetto. V dubnovém čtvrtfinále Ligy mistrů pomohl postoupit v prodloužení přes Barcelonu. Proti Realu Madrid zneškodnil penaltu Luíse Figa a i díky němu si tým zajistil finále na stadionu Old Trafford. Ve finále hraném 28. května 2003 proti AC Milán vynikl mimo jiné při vyražení hlavičky Filippe Inzaghiho. Italské finále však ovládl soupeř, úspěšnější v penaltovém rozstřelu. Byl zařazen do Týmu roku UEFA, stejná organizace jej zvolila nejlepším brankářem roku na klubové scéně. Dokonce byl vyhlášen nejlepším klubovým fotbalistou roku a je jediným brankářem, který toto ocenění od UEFA dostal. Mimo to byl prvně v kariéře jmenován nejlepším brankářem roku podle IFFHS.

### Sezóna 2011/12
Po sezóně 2010/11, kdy Buffon vlivem zranění odchytal „jen“ 17 zápasů, se stal trenérem Juventusu Antonio Conte. Na hřišti AS Řím 12. prosince 2011 (15. kolo) chytil penaltu Francesca Tottiho a pomohl udržet konečnou remízu 1:1 a prodloužit neporazitelnost v probíhající sezóně 2011/12.
Sedmi zákroky podpořil 25. března 2012 (29. kolo) výhru 2:0 v domácím prostředí proti Interu Milán v rámci Derby d'Italia. Juventus se tímto udržel na dosah prvnímu místu, pro Buffona to bylo mimo jiné 15. čisté konto v ligové sezóně ve 27 zápasech. V předposledním 37. kole 6. května pomohl vychytat výhru 2:0 na půdě Cagliari a se spoluhráči slavil první mistrovský titul od korupční aféry. Juventus udržel ligovou neporazitelnost, mimo to se pro další sezónu vrátil do Ligy mistrů.

### Sezóna 2012/13

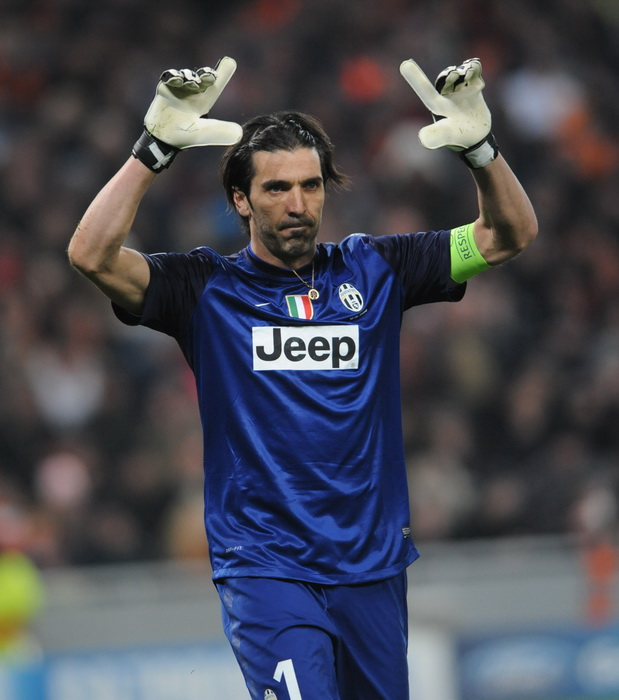
Buffon v posledním skupinovém utkání Ligy mistrů se Šachtarem Doněck (prosinec 2012)

Juventus zahájil novou sezónu srpnovou výhrou 4:2 v prodloužení v Superpoháru (Supercoppa) proti Neapoli v Pekingu.
Úvodní utkání Serie A proti Parmě vynechal kvůli zranění z tréninku, byl proto zastoupen Marcem Storarim.
Na půdě anglické Chelsea 19. září dokonal turínský celek i s Buffonem návrat do Ligy mistrů a uhrál remízu 2:2. Mimo jiné šlo o 400. utkání Buffona za Juventus. Na půdě Šachtaru Doněck v závěrečném šestém utkání skupiny 5. prosince pomohl čistým kontem k výhře 1:0 a postupu do osmifinále. Sám brankář tímto odehrál své 100. utkání v evropských soutěžích.
Proti Atalantě 16. prosince 2012 vychytal další čisté konto, Juventus díky tomu vyhrál 3:0. Pro Buffona šlo o šestou „nulu“ v prostředí domácího stadionu napříč soutěžemi v řadě. Dne 23. ledna 2013 se s klubem dohodl na prodloužení smlouvy do roku 2023. Dne 27. ledna byl vyhlášen nejlepším brankářem v italské nejvyšší lize za rok 2012. V souboji prvního Juventusu se druhou Neapolí 1. března pomohl venku k remíze 1:1. Nezabránil sice vlastnímu gólu Bonucciho po střele Inlera, poté ale vytáhl sedm zákroků, při nichž zabránil skórovat zejména soupeřovu záložníkovi Hamšíkovi.

### Sezóna 2013/14
Juventus započal sezónu 2013/14 vítězně, když 18. srpna 2013 přehrál Lazio Řím 4:0 s Buffonem v brance, který byl nucen vytasit několik zákroků. Ve 35 letech dosáhl Buffon na 500 odehraných utkání v italské nejvyšší lize. Stalo se tak 24. listopadu 2013 na půdě Livorna. V závěrečném skupinovém utkání v Lize mistrů 11. prosince na hřišti Galatasaray Istanbul inkasoval v 85. minutě gól od Wesleyho Sneijdera, Juventus tak prohrál 0:1 přímé utkání o postup od osmifinále a musel se spokojit jen s Evropskou ligou. V domácím utkání se Sassuolem 15. prosince (16. kolo) pomohl dalším čistým kontem vyhrát 4:0, aby zároveň překonal osobní rekord v počtu minut bez obdrženého gólu v italské lize – po skončení utkání to činilo 640 minut. Čistým kontem pomohl 20. března 2014 postoupit v odvetě osmifinále Evropské ligy přes historického rivala Fiorentinu (1:0). Buffon tímto odchytal 477 utkání za Juventus a překonal tak brankáře Dino Zoffa jakožto brankáře s nejvíce starty za turínský klub.

### Sezóna 2014/15
Buffon chytil 27. září 2014 penaltu v utkání s Atalantou (5. kolo) a tak Juventus po výhře venku 3:0 neinkasoval ani po pěti ligových utkáních. První gól ligové sezóny za jeho záda vpravil až Francesco Totti z penalty během utkání Juventusu s AS Řím 5. října. Fotbalisté Juventusu dokázali domácí utkání otočit a vyhrát 3:2. Tottiho proměněná penalta byla pro Buffona první gólovou kapitulací v italské lize od 28. dubna téhož roku. Dne 29. října proti Janovu venku odchytal 500. utkání za Juventus, ale jeho tým neuspěl po porážce 0:1.
Buffon byl 15. prosince opět zvolen nejlepším brankářem Serie A za rok 2014. Sedm dní na to čelil fotbalistům Neapole v superpoháru Supercoppa italiana, navzdory jeho zákrokům soupeř vstřelil dva góly zásluhou Gonzala Higuaína a zápas držel po konci prodloužení skóre 2:2. Ačkoli v rozstřelu Buffon tři penalty chytil, uspěla Neapol 6:5 a trofej v Dauhá vyhrála.
Čistým kontem na hřišti Sampdorie Janov 2. května pomohl k obhajobě titulu a čtvrtému Scudettu v řadě, nově již pod Massimilianem Allegrim, a to čtyři kola před koncem.
Ve finále Ligy mistrů ani jako kapitán nezabránil prohře 1:3 proti Barceloně dne 6. června 2015 na Olympijském stadionu v Berlíně. Juventus se stal prvním klubem v této soutěži se započtením Poháru mistrů evropských zemí (PMEZ) se šesti finálovými porážkami, Buffon byl u posledních dvou. Buffonovy výkony na evropské scéně jej dostaly do vyhlášeného Týmu sezóny Ligy mistrů UEFA právě za sezónu 2014/15.

### Sezóna 2015/16
Čistým kontem v italském superpohárovém zápase hraném 8. srpna 2015 pomohl k zisku další trofeje, první v nové sezóně, Juventus vyhrál proti Laziu Řím výsledkem 2:0. O čtyři dny později oznámila UEFA trojici finalistů nominovaných na fotbalistu roku (UEFA Men's Player of the Year Award). Buffon skončil v anketě čtvrtý.
Ve třetím skupinovém zápase Ligy mistrů UEFA 21. října doma proti Borussii Mönchengladbach překonal v 73. minutě rekord Alessandra Del Piera v počtu odehraných minut za Juventus, někdejší Buffonův spoluhráč za „Starou dámu“ odehrál 48 867 minut.
Proti AC Milán 21. listopadu (13. kolo) podpořil dalším čistým kontem výhru 1:0. Tímto odehrál 552 soutěžních zápasů za Juventus a dorovnal tak Gaetana Scireu, se kterým se nově dělil o druhé místo za Del Pierem.
Nulu udržel též 4. prosince (15. kolo) proti Laziu Řím v zápase při výhře 2:0, kterým dosáhl na 400 zápasů v Serii A za Juventus. 14. prosince se podesáté ujal ceny pro nejlepšího brankáře Serie A za rok 2015 včetně nominování do „Týmu roku“ italské ligy za tentýž rok.
Když 28. února 2016 (27. kolo) neinkasoval od hráčů Interu Milán v derby, který Juventus vyhrál poměrem 2:0, dosáhl na své osmé ligové čisté konto v řadě. Délka doby bez obdrženého gólu činila po zápase 746 minut, což byla šestá nejdelší série v italské první lize, navíc pro Buffona dokonce osobní rekord. Proti Atalantě 6. března (28. kolo) venku vyhrál Juventus 2:0, čímž Buffon tuto vlastní sérii prodloužil na devět zápasů a zároveň na 836 minut. Překonal tímto bezgólovou sérii brankářskou trojici Davide Pinato, Ivan Pelizzoli a Mario Da Pozzo a zaostával za Dinem Zoffem (903 minut) a Sebastianem Rossim (929 minut). Svého předchůdce Zoffa překonal v zápasu proti Sassuolu (29. kolo) při domácí výhře 1:0. Právě díky Buffonovi se Juventus nejen blížil dalšímu titulu, dosáhl navíc desátého ligového zápasu bez obdrženého gólu v řadě, což znamenalo další rekord. Na Rossiho ztrácel Buffon čtyři minuty, následujícím zápasem bylo turínské Derby della Mole proti Turín FC. Ačkoli 20. března v derby gól obdržel, stalo se tak až po překonání Rossiho ve druhém poločase, když jej proměněnou penaltou přemohl Andrea Belotti. Juventus turínského rivala porazil 4:1, sám Buffon protáhl bezgólovou minutáž na 974 minut.
Scudetto, titul číslo 32 v klubové historii, Juventusu přihrála prohra Neapole proti AS Řím dne 25. dubna, a to den poté, co Juventus porazil Fiorentinu 2:1 venku (35. kolo).

### Sezóna 2016/17

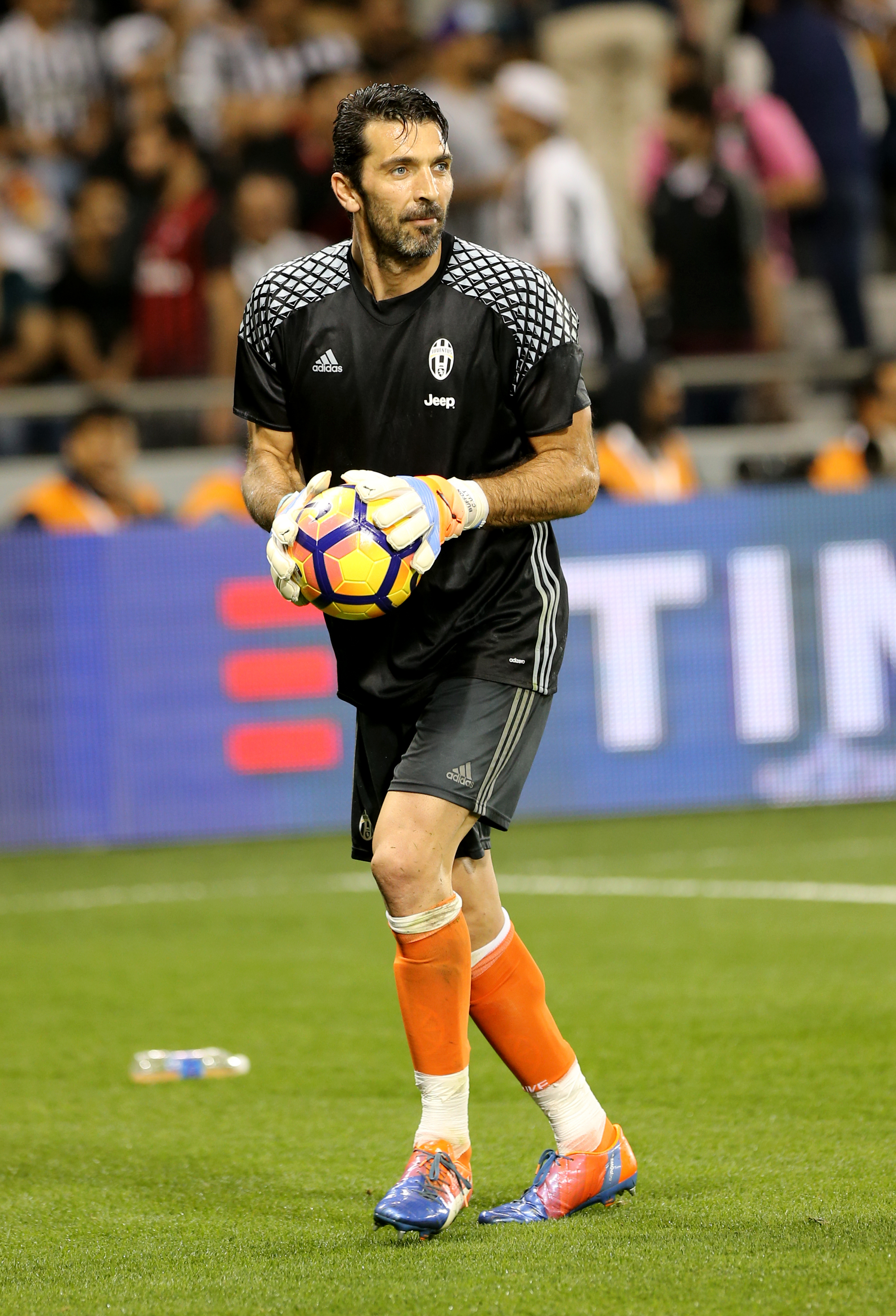
Buffon ve finále italského Superpoháru v katarském Dauhá 23. prosince 2016

Když 2. listopadu 2016 proti Lyonu odchytal čtvrté utkání ve skupině Ligy mistrů, dosáhl jako 29. hráč stovky startů v této soutěži. Čtyři dny na to odehrál utkání na půdě Chieva (12. kolo), kde Juventus zaznamenal výhru 2:1. Pro Buffona to bylo 600. utkání v Serii A, což se před ním povedlo jen Paolu Maldinimu, Javieru Zanettimu a Francescu Tottimu.
Dne 1. prosince 2020 byl nominován do FIFPro World XI, nejlepší sestavy světa podle Světové unie fotbalistů (World's Player Union). Společně s Cristianem Ronaldem byli jedinými hráči nominováni ve všech případech od roku 2005. Finále italského Superpoháru 2016 se odehrálo 23. prosince, Buffonův 600. soutěžní zápas za Juventus ovšem skončil porážkou 4:5 po penaltách proti AC Milán.
Po devítileté pauze se 5. ledna 2017 znovu dostal do elitní jedenáctky UEFA za rok 2016 a stal se ve 38 letech nejstarším hráčem, který byl do Týmu roku vměstnán.
První semifinálový zápas s Monakem 3. května byl pro Buffona 100. zápasem v Lize mistrů za Juventus a tento milník doprovodil čistým kontem na soupeřově hřišti, kde Juventus vyhrál 2:0. Stal se druhým italským hráčem po Paolu Maldinim, který stovky v této soutěži dosáhl. Díky němu držel Juventus sérii 11 zápasů Ligy mistrů bez porážky, sám brankář po zápase prodloužil počet minut bez obdrženého gólu na 621 minut, což byla historicky pátá nejdelší série v Lize mistrů. Ve 47 případech této evropské soutěže odcházel ze zápasu bez obdrženého gólu (ze 106 zápasů). V odvetě o šest dní později pomohl vyhrát 2:1 a měl si tak potřetí v kariéře zahrát finále. Domácí odveta byla mimo jiné jeho 150. zápasem v evropských pohárech celkově, a to ve dresech Parmy a Juventusu.
V moderním formátu Ligy mistrů (tedy bez započtení PMEZ) dosáhl této zápasové porce jakožto desátý hráč. Gól Kyliana Mbappého ukončil bezgólovou sérii na 10 hodinách (600 minutách), což zůstalo pátou nejdelší sérií soutěže.
Když Juventus s Buffonem v brance doma 21. května (37. kolo) vyhrál 3:0 proti Crotone, zajistil si další šestý titul v řadě, pro Buffona byl osmým v kariéře. Vícekrát se italským mistrem nikdo nestal, byť další tři hráči (Ferrari, Rosetta, Furino) získali Scudetto rovněž osmkrát. Turínský klub tak do finále Ligy mistrů mířil s možností vybojovat treble, neboť vyhrál i italský národní pohár Coppa Italia, jehož se ale Buffon účastnil jen jako náhradník za brankářskou dvojkou Netem.
Finále Ligy mistrů se odehrálo 3. června 2017, vítězným celkem se stal Real Madrid po výhře 4:1. Buffonovy první dva obdržené góly byly míče odražené od Bonucciho a Khediry.

### Sezóna 2017/18
Úvodní ligové kolo v srpnu proti Cagliari vyhráli hráči Juventusu doma 3:0, přičemž Buffon chytil penaltu Diega Fariase. Byla to historicky první penalta v italské Serii A vyhodnocená systémem VAR, tedy video asistentem rozhodčího.
V tomtéž měsíci obdržel cenu pro nejlepšího brankáře uplynulé sezóny v Lize mistrů UEFA. Cenu pro nejlepšího hráče roku od UEFA nezískal, skončil třetí za vítězným Cristianem Ronaldem a Lionelem Messim.
Čistým kontem na půdě do té doby neporažené Neapole 1. prosince vychytal čisté konto a pomohl vyhrát 1:0 proti dalšímu titulovému aspirantovi.
Potíže s lýtkem Buffonovi znemožnily odchytat závěrečné prosincové skupinové utkání Ligy mistrů s Olympiakosem, zastoupil jej proto Wojciech Szczęsny.
V lednu 2018 se stal ve věku 39 let nejstarším hráčem v Týmu roku UEFA za rok předchozí a s pěti účastmi v této anketě zaostával o jedinou za Ikerem Casillasem.
Do branky se vrátil 30. ledna dva dny po svých 40. narozeninách pro první semifinálový zápas proti Atalantě v italském domácím poháru. Od svého trenéra Allegriho si vysloužil pochvalu, když chycenou penaltou kopnutou Alejandrem Gomezem pomohl vyhrát venku 1:0. Pro Buffona to bylo první utkání Coppy Italia od prosince 2012.
Buffon v utkání Serie A proti Fiorentině 9. února 2018 nastoupil ke svému 500. ligovému utkání za Juventus.
V dubnu se Buffon ve čtvrtfinále v Lize mistrů opět postavil fotbalistům Realu Madrid a v domácím prostředí musel přijmout porážku 0:3. Osm dní na to se hrála odveta, ve které Juventus vedl 3:0 i díky svému brankáři, který vytáhl zákroky nejen proti Garethu Baleovi. Odveta spěla do prodloužení, obránce Juventusu Mahdí Benatía však fauloval hráče soupeře a rozhodčí Michael Oliver udělil penaltu pro domácí. Buffon za protesty obdržel červenou kartu a na hřiště tak zamířil brankář Szczęsny, kterého v 97. minutě proměněnou penaltou překonal Cristiano Ronaldo. Juventus byl tímto po souhrnném výsledku 3:4 ze soutěže vyřazen. Buffon následně o Oliverovi prohlásil, že „má místo srdce odpadkový koš“.

### Sezóna 2018/19 – Paris Saint-Germain
Začátkem července roku 2018 odešel do klubu Paris Saint-Germain, kam zamířil jako volný hráč, a podepsal jednoroční smlouvu s možností prodloužení ještě na další rok.
Pod trenérem Thomasem Tuchelem měl soupeřit o pozici brankářské jedničky s Alphonsem Areolou.
První soutěžní zápas za PSG odehrál 4. srpna 2018, ve kterém Pařížané přehráli AS Monako 4:0 ve francouzském superpoháru Trophée des champions 2018.
Jelikož se Areola zranil, byl Buffon jedničkou i pro úvodní domácí ligový zápas Ligue 1, ve kterém udržel čisté konto při výhře 3:0 nad Caen 12. srpna.
V základní sestavě nechyběl ani proti EA Guingamp, následně začala brankářská rotace s Areolou, který dostal příležitost ve dvou následujících zápasech.
První zápas evropských pohárů za pařížský klub odchytal 6. listopadu, čtvrtý skupinový zápas Ligy mistrů UEFA na stadionu Neapole dopadl remízou 1:1. Úvodní tři skupinové zápasy nemohl být Buffon k dispozici kvůli vyloučení z předchozí sezóny.
Buffon se mimo jiné stal druhým nejstarším klubovým debutantem po Marku Schwarzerovi, který v Lize mistrů za Chelsea poprvé nastoupil ve věku 41 let a 65 dní.
V zápase Ligového poháru Coupe de la Ligue 18. prosince musel zastoupit zraněného Areolu a pomohl vyhrát 2:1 proti Orléans na venkovní půdě.
V osmifinále na půdě Manchesteru United 12. února 2019 si připsal 121. zápas v Lize mistrů a vkročil do elitní desítky hráčů s nejvíce starty. Pařížané vyhráli 2:0 a Buffon zaznamenal 50. čisté konto v soutěži jako třetí brankář po Ikeru Casillasovi a Edwinu van der Sarovi.
Domácí odveta 6. března ale skončila porážkou 1:3 a vyřazením vlivem pravidla o venkovních gólech. Kritiku si vysloužil poté, co jím odražený míč kopnutý Rashfordem vpravil do branky Lukaku. V nastaveném čase rozhodčí udělil United penaltu, kterou Rashford proměnil.
Dne 21. dubna se stal francouzským mistrem a dosáhl 10. titulu v kariéře.

### Další sezóny – návrat do Juventusu
Proti Barceloně 2. prosince 2020 se stal druhým nejstarším hráčem v utkání Ligy mistrů UEFA ve věku 42 let a 315 dní.
Buffon 2. února 2021 nastoupil do prvního zápasu semifinále italského poháru Coppa Italia proti Interu Milán, čímž navýšil počet zápasů v kariéře na jubilejních 1100.
Dne 11. května oznámil svůj letní odchod z Juventusu. Stávající smlouvu neprodloužil, byl ale nakloněn dalšímu pokračování své kariéry.
Další den odchytal ligové utkání se Sassuolem, v němž odhadnutou jím chycenou penaltou pomohl vyhrát 3:1. Ve věku 43 let a 104 dní se stal nejstarším brankářem italské ligy, který chytil penaltu.

### Sezóna 2021/22 – Návrat do Parmy
Po odchodu z Juventusu se 17. června 2021 na dva roky upsal čerstvě druholigové Parmě, svému mateřskému klubu, kde v roce 1995 jako profesionál začínal. První zápas odehrál 20. srpna proti Frosinone na venkovní půdě, v závěru ovšem obdržel gól na 2:2 a vítězný debut si nepřipsal. Na konci listopadu 2021 chytil již třetí penaltu v sezóně 2021/22.
Zkraje roku 2022 se stal prvním brankářem s 500 zápasy bez obdrženého gólu. Stalo se tak 5. února 2022 při remíze 0:0 na půdě Beneventa.

## Reprezentační kariéra
Nastupoval za italské mládežnické reprezentace od kategorie U16.
V A-mužstvu Itálie debutoval 29. 10. 1997 v kvalifikačním utkání v Moskvě proti reprezentaci Ruska (remíza 1:1).

### Rané období
Zlomenina ruky jej připravila o mistrovství Evropy 2000. Brankářskou jedničkou se tak stal Francesco Toldo, se kterým Itálie pronikla do finále, kde v prodloužení podlehla Francii, mistrům světa. Trenér Giovanni Trapattoni vsázel ze začátku kvalifikace na světový šampionát na Tolda, brankoviště si však po třech kvalifikačních zápasech nakonec uzurpoval Buffon.
Itálie zahájila mistrovství světa pořádané v roce 2002 Japonskem a Jižní Koreou střetnutím s Ekvádorem 3. června 2002. Proti nováčkovi světového mistrovství neměl Buffon příliš práce a čistým kontem podpořil výhru 2:0. Následovala porážka 1:2 od Chorvatska v zápase hraném pět dní nato, proti Mexiku 13. června ale Itálie dohnala jednogólové manko a po remíze 1:1 se svým soupeřem postoupila ze druhé příčky do osmifinále. Osmifinále proti domácí Koreji 18. června doprovázely kontroverze okolo rozhodnutí rozhodčího Byrona Morena, který Italům vyloučil Francesca Tottiho. Jihokorejci vyhráli 2:1 v prodloužení zlatým gólem Ahn Jung-hwana, kterému Buffon v zápase vychytal několik střel a brzkou penaltu. Především v Itálii se zvedla vlna nevole nad Morenovým výkonem. Buffon navzdory osmifinálovému vyřazení patřil k nejlepším italským hráčům.

### Mistrovství světa 2006

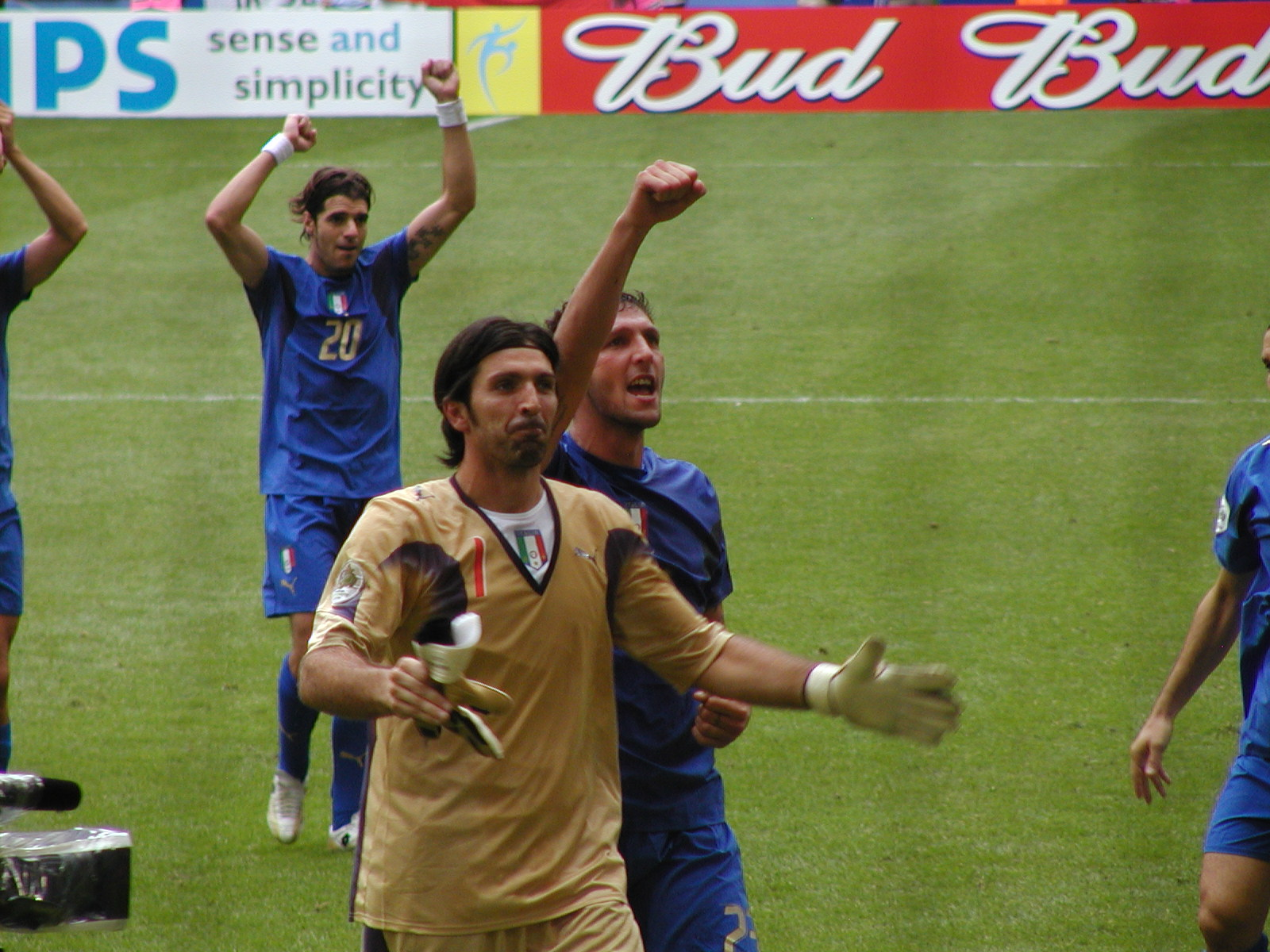
Buffon ve finále světového mistrovství

Změna trenéra, kdy se národní tým dostal z rukou Trapattoniho do rukou Lippiho, se Buffona výrazně nedotkla. Itálie se v kvalifikační skupině umístila první a zamířila na Mistrovství světa 2006 v Německu. Když v květnu vypukl korupční skandál, ohrozil Buffonův start na šampionátu, neboť jej prokuratura prošetřovala kvůli ilegálnímu sázení.
Do brankoviště se nakonec postavil a dne 12. června oslavil výhru 2:0 nad Ghanou v základní skupině „E“. První z pouhých dvou gólů jím obdržených ze hry na celém turnaji padl o pět dní později ve druhém klání skupiny s USA. Vlastní gól Cristiana Zaccarda vyústil v remízu 1:1 a o postupu se mělo rozhodnout proti Česku. Postup do osmifinále zaručilo Italům 22. června vítězství výsledkem 2:0, na kterém se Buffon podílel vychytáním spoluhráče Pavla Nedvěda v souboji jeden na jednoho. Během osmifinále hraného 26. června s Austrálií nebyl vyjma střeleckých příležitostí Scotta Chipperfielda příliš prověřen, přesto si odnesl cenu FIFA pro nejlepšího hráče zápasu. Díky pozdnímu gólu Francesca Tottiho zvítězila v deseti hrající Itálie 1:0 a postoupila. 30. června proti Ukrajině se znovu zaskvěl, zkraje druhého poločasu pak zabránil soupeři skórovat. První postup do semifinále od roku 1994 zaručila výhra 3:0. V semifinále Buffon vytáhl zákroky nejprve proti Miroslavu Klosemu a později Lukasi Podolskému. Duel Itálie 4. července s domácím Německem dospěl do prodloužení, v němž si Itálie zaručila finále výhrou 2:0. Buffonův zákrok byl Nickem Millerem z ESPN v roce 2013 zařazen na seznam nejlepších brankářských zákroků, umístil se devátý. Na Olympijském stadionu v Berlíně se 9. července odehrálo finálové střetnutí s Francií. V sedmé minutě se mu nepodařilo odhadnout rozhodčím nařízenou penaltu Zinédina Zidana, mužstvo však následně vyrovnalo na 1:1 zásluhou Marca Materazziho. V prodloužení jeho branku ohrozila Zidanova hlavička z 10 metrů, kterou vytáhl nad břevno. Ani on ani strážce soupeřovy branky Fabien Barthez v penaltovém rozstřelu penaltu nechytili, Buffonovi čelící David Trézéguet ovšem trefil brankovou konstrukci. Itálie zvítězila na mistrovství světa počtvrté v dějinách.
Do Zidanem vstřeleného gólu hájil čisté konto po dobu 453 minut a jednalo se tak o pátou nejdelší sérii v dějinách turnaje. Na turnaji neobdržel gól po dobu pěti zápasů, což byl dělený rekord po boku pěti dalších brankářů. Byla mu udělena Cena Lva Jašina pro nejlepšího brankáře turnaje. FIFA jej též zařadila do „Týmu turnaje“ složeného z 23 fotbalistů, z nichž sedm bylo italské národnosti. Později se v témže roce umístil druhý v anketě Zlatý míč, v níž jej předběhl jeho spoluhráč Fabio Cannavaro.

### EURO 2008
S kapitánskou páskou, která mu byla novým trenérem Robertem Donadonim kvůli absenci Fabia Cannavara poprvé svěřena, stanul v říjnu 2007 u kvalifikační domácí výhry 2:0 nad Gruzií. Cannavarovo zranění a následná absence na Euru Buffonovi přiřkla kapitánství, jehož se chopil i v úvodním zápase 9. června s Nizozemskem, ve kterém Itálie 0:3 prohrála. Takzvaná „skupina smrti“ pokračovala 13. června střetem s Rumunskem, v níž Buffon v závěrečné desetiminutovce odhadl penaltu Adriana Mutua a zachováním remízy 1:1 uchoval postupové šance. Poté co proti Francii 17. června uhájil při postupové výhře 2:0 čisté konto, byl v médiích oceněn za skvělé zákroky, zejména proti útočníku soupeře Karimu Benzemovi. Italské čtvrtfinále se Španělskem 22. června se i v prodloužení obešlo bez gólu a nadešel penaltový rozstřel, v němž Buffon chytil penaltu Daniho Güizy, ale v souhrnu dopadl rozstřel lépe pro soupeřova brankáře Ikera Casillase. Španělé po penaltové výhře 4:2 na turnaji zvítězili. Později jej UEFA zařadila do 23členného nejlepšího výběru turnaje, jako jediného Itala.

### Konfederační pohár FIFA 2009
V roce 2009 se představil na Konfederačním poháru FIFA, kde mistři světa v prvním skupinovém zápase 15. června zdolali reprezentaci USA poměrem 3:1. Proti Egyptu 18. června již Buffon nezabránil prohře 0:1 po dalším nepřesvědčivém herním výkonu Itálie. Postup tkvěl v přehrání Brazílie v posledním skupinovém zápase 21. června. Italský brankář nezabránil další prohře 0:3 a vyřazení.
Dne 14. listopadu 2009 odchytal celý přátelský zápas s Nizozemskem. Národní tým reprezentoval ve 100. zápase a vychytal 43. čisté konto při bezgólové remíze.

### EURO 2012
Buffon se zúčastnil EURA 2012 a odchytal všech šest utkání Itálie na šampionátu při její cestě do finále. V základní skupině C to byly postupně zápasy se Španělskem (remíza 1:1), Chorvatskem (1:1) a Irskem (výhra Itálie 2:0). Ve čtvrtfinále odchytal zápas s Anglií, který se musel rozhodnout až v penaltovém rozstřelu (4:2 pro Italy). V semifinále inkasoval gól až v nastaveném čase (92. minuta), Itálie porazila mírně favorizované Německo 2:1. Ve finále musel čelit nejlepšímu týmu turnaje Španělsku, což nebylo vůbec jednoduché, Španělé jej čtyřikrát překonali, aniž by sami inkasovali. Gianluigi získal s národním týmem stříbro.

### Mistrovství světa 2014
Buffon byl 12. května zařazen do předběžné nominace 31 hráčů pro nadcházející Mistrovství světa, které v roce 2014 pořádala Brazílie. Trenér Cesare Prandelli jej neopomenul ani 31. května při sestavování závěrečné nominace čítající 23 jmen. První zápas Itálie v rámci takzvané „skupiny smrti“ se konal 14. června, soupeřem měla být Anglie. Startu Buffona ovšem zabránil poraněný kotník a namísto kapitána musel do branky Salvatore Sirigu, role kapitána byla svěřena Andreovi Pirlovi. Po výhře nad Anglií 2:1 se Itálie postavila outsiderovi skupiny Kostarice i s Buffonem, duel 20. června ovšem po výhře 1:0 ovládl soupeř. Pro italského brankáře to byl první zápas světového mistrovství v roli kapitána. Třetí zápas skupiny proti Uruguayi 24. června měl rozhodnout o tom, který ze dvou předchozích mistrů světů postoupí do osmifinále. Diváci měli příležitost vidět kontroverzní vyloučení italského záložníka Claudia Marchisia a později kousnutí Giorgia Chielliniho uruguayským útočníkem Luisem Suárezem, který oproti tomu vyloučen nebyl.
 Buffon si připsal úspěšné zákroky právě proti Suárezovi a Nicolási Lodeirovi, v závěru ovšem po hlavičce Diega Godína kapituloval. Ačkoli Itálii stačila remíza, po porážce 0:1 se společně s Anglií poroučela z mistrovství již po skupinách (třetí místo) obdobně jako čtyři roky předtím. Buffon byl vyhlášen mužem zápasu.

### EURO 2016
První zápas pod novým reprezentačním trenérem Antoniem Contem absolvoval 9. září 2014 a jako kapitán vedl národní mužství v úvodním zápase evropské kvalifikace proti Norsku na soupeřově půdě v Oslu. Zde uhájil čisté konto při italské výhře 2:0. Jako první fotbalista odehrál 50 reprezentačních zápasů v soutěžích pod záštitou UEFA. Jubileum prožil ve Splitu 12. června 2015 v kvalifikaci s Chorvatskem venku (remíza 1:1). Zisku jednoho bodu přispěl odhadnutím penalty soupeřova útočníka Maria Mandžukiće. Dne 6. září 2015 přiblížil Itálii k turnaji čistým kontem a třemi body získanými po výhře 1:0 nad Bulharskem. Mimo jiné to byl jeho 150. reprezentační zápas a 62. zápas bez gólu ve vlastní síti. Jistotu postupu měla Itálie 10. října po výhře 3:1 nad Ázerbájdžánem s Buffonem v brance a na Euro se kvalifikovala pošesté v řadě. Po kvalifikaci prozradil svůj úmysl odehrát poslední Euro a ukončit kariéru po dalším světovém mistrovství.
Buffon byl zahrnut v nominaci na mistrovství Evropy pořádané Francií a oznámené 31. května 2016. V úvodním skupinovém střetu Itálie s Belgií 13. června v Lyonu byl přítomen u výhry 2:0. Pro Buffona šlo o 14. zápas na evropských mistrovstvích, historicky nejvíce z italských reprezentantů. Předehnal trojici Paolo Maldini, Alessandro Del Piero a Antonio Cassano (všichni 13). Ze závěru zápasu se Švédskem 16. června si odnesl žlutou kartu za zdržování, po výhře 1:0 měl však se spoluhráči jistotu postupu ještě před třetím závěrečným kláním. Proti Irsku jej 22. června zastoupil Salvatore Sirigu, který nezabránil prohře 0:1. Itálie však putovala do osmifinále z první pozice. Do brankoviště se vrátil pro osmifinále s obhajujícím Španělskem hraném 27. června. V nastaveném čase zakročil proti šanci Gerarda Piquého a při výhře 2:0 uhájil čistým kontem postup. Dne 2. července absolvoval čtvrtfinálové střetnutí proti mistrům světa – Německu – ve kterém se vykrystalizoval výsledek 1:1 i v prodloužení. V penaltovém rozstřelu uspělo výsledkem 6:5 Německo. Buffon chytil druhou penaltu Thomase Müllera. Buffonův zákrok proti německému útočníkovi Mariu Gómezovi byl nominován na cenu „nejlepší zákrok sezóny“ (UEFA Save of the Season Award). Jeho zákrok se umístil na třetí příčce se 14% všech hlasů.

## Osobní život
Narodil se v italském městě Carrara.
Jeho rodina byla sportovně založená – matka Maria Stella se věnovala disciplíně hod diskem, v níž držela 17 let italský rekord, otec Adriano byl vzpěrač a sestry Veronica a Guendalina hrály volejbal.
Brankářská legenda Lorenzo Buffon chytající v 50. letech za AC Milán je taktéž spřízněna s jejich rodinou, Lorenzo byl bratrancem jeho dědečka.
S dlouholetou přítelkyní, českou modelkou Alenou Šeredovou, se kterou má dva syny, Luise Thomase a Davida Lee, se oženil 16. června 2011 ve vyšehradské bazilice svatého Petra a Pavla. Prvorozený Louis Thomas dostal jméno po Buffonově idolu, brankáři Kamerunu Thomasi N’Konovi.
Vztah se rozpadl roku 2014, Buffon posléze potvrdil vztah s italskou moderátorkou Ilarií D’Amico.
Na začátku ledna roku 2017 se Buffonovi a D'Amico narodil syn Leopold Mattia.
Rozvod s Alenou Šeredovou byl dokončen května roku 2018.
V průběhu své kariéry se potýkal s depresemi, o nichž později otevřeně hovořil. Postavil se však medikaci a podle svých slov se s tím vypořádal upřímným vypovídáním se přátelům.

## Statistika

### Klubová
| Sezóna             | Klub               | Liga               | Liga   | Liga       | Národní poháry | Národní poháry | Národní poháry | Kontinentální poháry | Kontinentální poháry | Kontinentální poháry | Celkem | Celkem     |
| Sezóna             | Klub               | Soutěž             | Zápasy | Obdr. Góly | Soutěž         | Zápasy         | Obdr. Góly     | Soutěž               | Zápasy               | Obdr. Góly           | Zápasy | Obdr. Góly |
| ------------------ | ------------------ | ------------------ | ------ | ---------- | -------------- | -------------- | -------------- | -------------------- | -------------------- | -------------------- | ------ | ---------- |
| 1995/96            | Parma              | Serie A            | 9      | 6          | IP+IS          | 0+0            | -0             | PVP                  | 0                    | 0                    | 9      | 6          |
| 1996/97            | Parma              | Serie A            | 27     | 17         | IP             | 0              | 0              | PU                   | 1                    | 2                    | 28     | 19         |
| 1997/98            | Parma              | Serie A            | 32     | 33         | IP             | 6              | 7              | LM                   | 8                    | 6                    | 46     | 46         |
| 1998/99            | Parma              | Serie A            | 34     | 36         | IP             | 6              | 4              | P                    | 11                   | 10                   | 51     | 50         |
| 1999/00            | Parma              | Serie A            | 32+1   | 36+3       | IP+IS          | 0+1            | 1              | LM+PU                | 2+7                  | 2+7                  | 43     | 49         |
| 2000/01            | Parma              | Serie A            | 34     | 31         | IP             | 2              | 2              | PU                   | 7                    | 7                    | 43     | 40         |
| 2001/02            | Juventus           | Serie A            | 34     | 23         | IP             | 1              | 1              | LM                   | 10                   | 12                   | 45     | 36         |
| 2002/03            | Juventus           | Serie A            | 32     | 23         | IP+IS          | 0+1            | 1              | LM                   | 15                   | 16                   | 48     | 40         |
| 2003/04            | Juventus           | Serie A            | 32     | 41         | IP+IS          | 0+1            | 1              | LM                   | 6                    | 6                    | 39     | 48         |
| 2004/05            | Juventus           | Serie A            | 37     | 23         | IP             | 0              | 0              | LM                   | 11                   | 6                    | 48     | 29         |
| 2005/06            | Juventus           | Serie A            | 18     | 12         | IP+IS          | 2+0            | 3              | LM                   | 4                    | 6                    | 24     | 21         |
| 2006/07            | Juventus           | Serie B            | 37     | 21         | IP             | 3              | 4              | -                    | 0                    | 0                    | 40     | 25         |
| 2007/08            | Juventus           | Serie A            | 34     | 30         | IP             | 1              | 1              | -                    | 0                    | 0                    | 35     | 31         |
| 2008/09            | Juventus           | Serie A            | 23     | 26         | IP             | 2              | 2              | LM                   | 5                    | 4                    | 30     | 32         |
| 2009/10            | Juventus           | Serie A            | 27     | 33         | IP             | 1              | 2              | LM+EL                | 6+1                  | 7+1                  | 35     | 43         |
| 2010/11            | Juventus           | Serie A            | 16     | 17         | IP             | 1              | 0              | EL                   | 0                    | 0                    | 17     | 17         |
| 2011/12            | Juventus           | Serie A            | 35     | 16         | IP             | 0              | 0              | -                    | 0                    | 0                    | 35     | 16         |
| 2012/13            | Juventus           | Serie A            | 32     | 19         | IP+IS          | 1+1            | 0+2            | LM                   | 10                   | 8                    | 44     | 29         |
| 2013/14            | Juventus           | Serie A            | 33     | 20         | IP+IS          | 0+1            | 0              | LM+EL                | 6+8                  | 9+4                  | 48     | 33         |
| 2014/15            | Juventus           | Serie A            | 33     | 20         | IP+IS          | 0+1            | 0+2            | LM                   | 13                   | 10                   | 47     | 32         |
| 2015/16            | Juventus           | Serie A            | 36     | 17         | IP+IS          | 0+1            | 0              | LM                   | 8                    | 9                    | 44     | 26         |
| 2016/17            | Juventus           | Serie A            | 30     | 24         | IP+IS          | 0+1            | 0+1            | LM                   | 13                   | 7                    | 43     | 32         |
| 2017/18            | Juventus           | Serie A            | 21     | 14         | IP+IS          | 3+1            | 0+3            | LM                   | 9                    | 11                   | 34     | 28         |
| 2018/19            | PSG                | Ligue 1            | 17     | 18         | FP+FLP+FS      | 1+1+1          | 0+1+0          | LM                   | 5                    | 6                    | 25     | 25         |
| 2019/20            | Juventus           | Serie A            | 9      | 10         | IP+IS          | 5+0            | 2              | LM                   | 1                    | 0                    | 15     | 12         |
| 2020/21            | Juventus           | Serie A            | 32     | 23         | IP+IS          | 5+0            | 4              | LM                   | 1                    | 0                    | 14     | 9          |
| Celkem za Juventus | Celkem za Juventus | Celkem za Juventus | 526    | 394        | -              | 33             | 29             | -                    | 126                  | 116                  | 685    | 539        |
| 2021/22            | Parma              | Serie B            | 26     | 27         | IP             | 0+0            | 0              | -                    | 0                    | 0                    | 26     | 27         |
| Celkem za Parmu    | Celkem za Parmu    | Celkem za Parmu    | 213    | 211        | -              | 16             | 16             | -                    | 36                   | 34                   | 265    | 261        |
| Celkem             | Celkem             | Celkem             | 756    | -623       | -              | 52             | -46            | -                    | 167                  | -156                 | 975    | -825       |

### Reprezentační

#### Statistika na velkých turnajích
| Reprezentace | Rok     | Zápasy                      | Zápasy | Zápasy      | Zápasy           | Zápasy           | Zápasy             |
| Reprezentace | Rok     | Fáze turnaje                | Datum  | Soupeř      | Odehraných minut | Vstřelené branky | Výsledek           |
| ------------ | ------- | --------------------------- | ------ | ----------- | ---------------- | ---------------- | ------------------ |
| Itálie       | OH 1996 | Neodehrál žádné ze 3 utkání |        |             |                  |                  |                    |
| Itálie       | MS 1998 | Neodehrál žádné z 5 utkání  |        |             |                  |                  |                    |
| Itálie       | MS 2002 | 1 zápas ve skupině          | 3. 6.  | Ekvádor     | 90               | 0                | 2:0                |
| Itálie       | MS 2002 | 2 zápas ve skupině          | 8. 6.  | Chorvatsko  | 90               | 0                | 1:2                |
| Itálie       | MS 2002 | 3 zápas ve skupině          | 13. 6. | Mexiko      | 90               | 0                | 1:1                |
| Itálie       | MS 2002 | Osmifinále                  | 18. 6. | Jižní Korea | 117              | 0                | 1:2 v prodl.       |
| Itálie       | ME 2004 | 1 zápas ve skupině          | 14. 6. | Dánsko      | 90               | 0                | 0:0                |
| Itálie       | ME 2004 | 2 zápas ve skupině          | 18. 6. | Švédsko     | 90               | 0                | 1:1                |
| Itálie       | ME 2004 | 3 zápas ve skupině          | 22. 6. | Bulhasko    | 90               | 0                | 2:1                |
| Itálie       | MS 2006 | 1 zápas ve skupině          | 12. 6. | Ghana       | 90               | 0                | 2:0                |
| Itálie       | MS 2006 | 2 zápas ve skupině          | 17. 6. | USA         | 90               | 0                | 1:1                |
| Itálie       | MS 2006 | 3 zápas ve skupině          | 22. 6. | Česko       | 90               | 0                | 2:0                |
| Itálie       | MS 2006 | Osmifinále                  | 26. 6. | Austrálie   | 90               | 0                | 1:0                |
| Itálie       | MS 2006 | Čtvrtfinále                 | 30. 6. | Ukrajina    | 90               | 0                | 3:0                |
| Itálie       | MS 2006 | Semifinále                  | 4. 7.  | Německo     | 120              | 0                | 2:0 v (prodl.)     |
| Itálie       | MS 2006 | Finále                      | 9. 7.  | Francie     | 120              | 0                | 1:1 (6:5 na pen.)  |
| Itálie       | ME 2008 | 1 zápas ve skupině          | 9. 6.  | Nizozemí    | 90               | 0                | 0:3                |
| Itálie       | ME 2008 | 2 zápas ve skupině          | 13. 6. | Rumunsko    | 90               | 0                | 1:1                |
| Itálie       | ME 2008 | 3 zápas ve skupině          | 17. 6. | Francie     | 90               | 0                | 2:0                |
| Itálie       | ME 2008 | Čtvrtfinále                 | 22. 6. | Španělsko   | 120              | 0                | 0:0 (2:4 na (pen.) |
| Itálie       | MS 2010 | 1 zápas ve skupině          | 14. 6. | Paraguay    | 45               | 0                | 1:1                |
| Itálie       | ME 2012 | 1 zápas ve skupině          | 10. 6. | Španělsko   | 90               | 0                | 1:1                |
| Itálie       | ME 2012 | 2 zápas ve skupině          | 14. 6. | Chorvatsko  | 90               | 0                | 1:1                |
| Itálie       | ME 2012 | 3 zápas ve skupině          | 18. 6. | Irsko       | 90               | 0                | 2:0                |
| Itálie       | ME 2012 | Čtvrtfinále                 | 24. 6. | Anglie      | 120              | 0                | 0:0 (2:4 na pen.)  |
| Itálie       | ME 2012 | Semifinále                  | 28. 6. | Německo     | 90               | 0                | 2:1                |
| Itálie       | ME 2012 | Finále                      | 1. 7.  | Španělsko   | 90               | 0                | 0:4                |
| Itálie       | MS 2014 | 2 zápas ve skupině          | 20. 6. | Kostarika   | 90               | 0                | 0:1                |
| Itálie       | MS 2014 | 3 zápas ve skupině          | 24. 6. | Uruguay     | 90               | 0                | 0:1                |
| Itálie       | ME 2016 | 1 zápas ve skupině          | 13. 6. | Belgie      | 90               | 0                | 2:0                |
| Itálie       | ME 2016 | 2 zápas ve skupině          | 17. 6. | Švédsko     | 90               | 0                | 1:0                |
| Itálie       | ME 2016 | Osmifinále                  | 27. 6. | Španělsko   | 90               | 0                | 2:0                |
| Itálie       | ME 2016 | Čtvrtfinále                 | 2. 7.  | Německo     | 120              | 0                | 1:1 (6:5 na pen.)  |

## Úspěchy

### Klubové

#### Národní
- vítěz italské ligy (10x)

Juventus: 2001/02, 2002/03, 2011/12, 2012/13, 2013/14, 2014/15, 2015/16, 2016/17, 2017/18, 2019/20
- vítěz francouzské ligy (1x)

PSG: 2018/19
- vítěz 2. italské ligy (1x)

Juventus: 2006/07
- vítěz italského poháru (6x)

Parma: 1998/99

Juventus: 2014/15, 2015/16, 2016/17, 2017/18, 2020/21
- vítěz italského superpoháru (7x)

Parma: 1999

Juventus: 2002, 2003, 2012, 2013, 2015, 2020
- vítěz francouzského superpoháru (1x)

PSG: 2018

#### Kontinentální
- vítěz Poháru UEFA (1x)

Parma: 1998/99

### Reprezentační
- 5× na MS (1998, 2002, 2006 – zlato, 2010, 2014)
- 4× na ME (2004, 2008, 2012 – stříbro, 2016)
- 2× na Konfederačním poháru FIFA (2009, 2013 – bronz)
- 1x na Olympijských hrách (1996)
- 1× na ME U21 (1996 – zlato)
- 1× na LN UEFA (2022/23 – zlato)

### Individuální
- Cena Bravo – 1999[210]
- Cena Albo d'Oro pro nejlepšího brankáře italské ligy – 1999, 2001, 2002, 2003, 2004, 2005, 2006, 2008[26]
- Nejlepší jedenáctka podle ESM – 2002/03,[211] 2016/17[212]
- Světová jedenáctka FIFA FIFPro – 2006, 2007, 2017[213]
- Tým roku podle UEFA – 2003, 2004, 2006, 2016,[214] 2017[215]
- Fotbalista roku Serie A – 2016/17[216]
- Nejlepší brankář na světě podle IFFHS – 2003, 2004, 2006, 2007, 2017[11]
- Nejlepší brankář na světě podle IFFHS – 1987–2009[217]
- Nejlepší brankář dekády podle IFFHS – 2001–2011[218]
- Nejlepší brankář 21. století podle IFFHS – 2001–2020[219]
- Nejlepší brankář podle FIFA – 2017[220]
- člen FIFA 100[9]
- Klubový fotbalista roku podle UEFA (UEFA Club Footballer of the Year) – 2002/03[30]
- Klubový brankář roku podle UEFA (UEFA Club Goalkeeper of the Year) – 2002/03, 2016/17[30][82]
- Cena Lva Jašina Mistrovství světa – 2006[130]
- All-Stars tým Mistrovství světa – 2006[131]
- Tým turnaje UEFA na Mistrovství Evropy, 23členný – 2008, 2012[221][222]
- Tým roku Serie A – 2011/12,[223] 2013/14,[224] 2014/15,[64] 2015/16,[225] 2016/17[226]
- Sestava sezóny Ligy mistrů UEFA – 2014/15,[58] 2016/17[227]
- Sestava sezóny Evropské ligy UEFA – 2013/14[228]
- Nejlepší mužský tým světa podle IFFHS – 2017[229]
- Premio Nereo Rocco – 2014[230]
- Golden Foot – 2017[231]